# Järnvägstrupper
Järnvägstrupper är militära förband som också är järnvägsarbetare. De bygger, reparerar, driver eller förstör militärt relevanta järnvägslinjer och deras tillhörande infrastruktur.

## Historia
Stormakternas upprättande av järnvägstrupper följde på järnvägsnätets framväxt, snabba tillväxt och ökande betydelse, när järnvägens fördelar för transport av trupper, tunga vapen och förnödenheter blev uppenbara. I tysktalande områdena i Europa kallades förbanden fältjärnvägar från början. I många länder fanns det dock få eller inga militära enheter av denna typ.

### Amerikanska inbördeskriget
Under det amerikanska inbördeskriget gavs obegränsad auktoritet över alla järnvägslinjer i Nordstaterna till general McClellan som i början av kriget var nordsidans överbefälhavare. Till att börja med bildade McClellan en byggkår av vanliga soldater, men han insåg snart att bristen på teknisk utbildning hos dessa trupper gjorde att det behövdes en specialorganiserad kår inom unionsarmén med tekniskt utbildade civilingenjörer och arbetare. Under kriget växte denna gren av armén till omkring 25 000 man. De delades in i järnvägsdriftsenheter samt anläggningsenheter med underenheter för linje- och brobyggen.
Byggenheterna hade till uppgift att bygga nya linjer, reparera förstörda järnvägsanläggningar eller i samband med reträtter till och med förstöra dem själva. Driftsenheterna skötte användandet och underhållet av järnvägslinjer och det rullande materialet. För stora byggprojekt kontrakterades även civila arbetare, till exempel anställdes upp till 1 400 snickare för att bygga broar över Etowahfloden och Chattahoocheefloden.
Det stora och ofta avgörande inflytande som dessa järnvägstrupper hade på det amerikanska inbördeskrigets gång, resulterade i att de europeiska staterna etablerade liknande formationer.

### Tyskland

#### Preussen
År 1866 bildade Preussen tre järnvägsenheter under mobiliseringen för det österrikisk-preussiska kriget. Dessa enheter bestod av tolv järnvägsingenjörer och en avdelning på cirka 50 man tillhandahållna av handelsministeriet.
Järnvägsregementets verksamhet liknade den för de amerikanska byggnadsenheterna, medan driftskommissioner ( Betriebskommissionen ), speciellt uppsatta av handelsministeriet, bedrev verksamhet på de ockuperade järnvägarna.

#### Bayern
Fram till första världskriget fanns det en kunglig bayersk järnvägsbataljon i Bayern. Ett monument i Bundeswehrs högkvarter på Dachauer Straße i München firar minnet av de bayerska järnvägstrupperna och är öppet för allmänheten.

#### Tyska riket

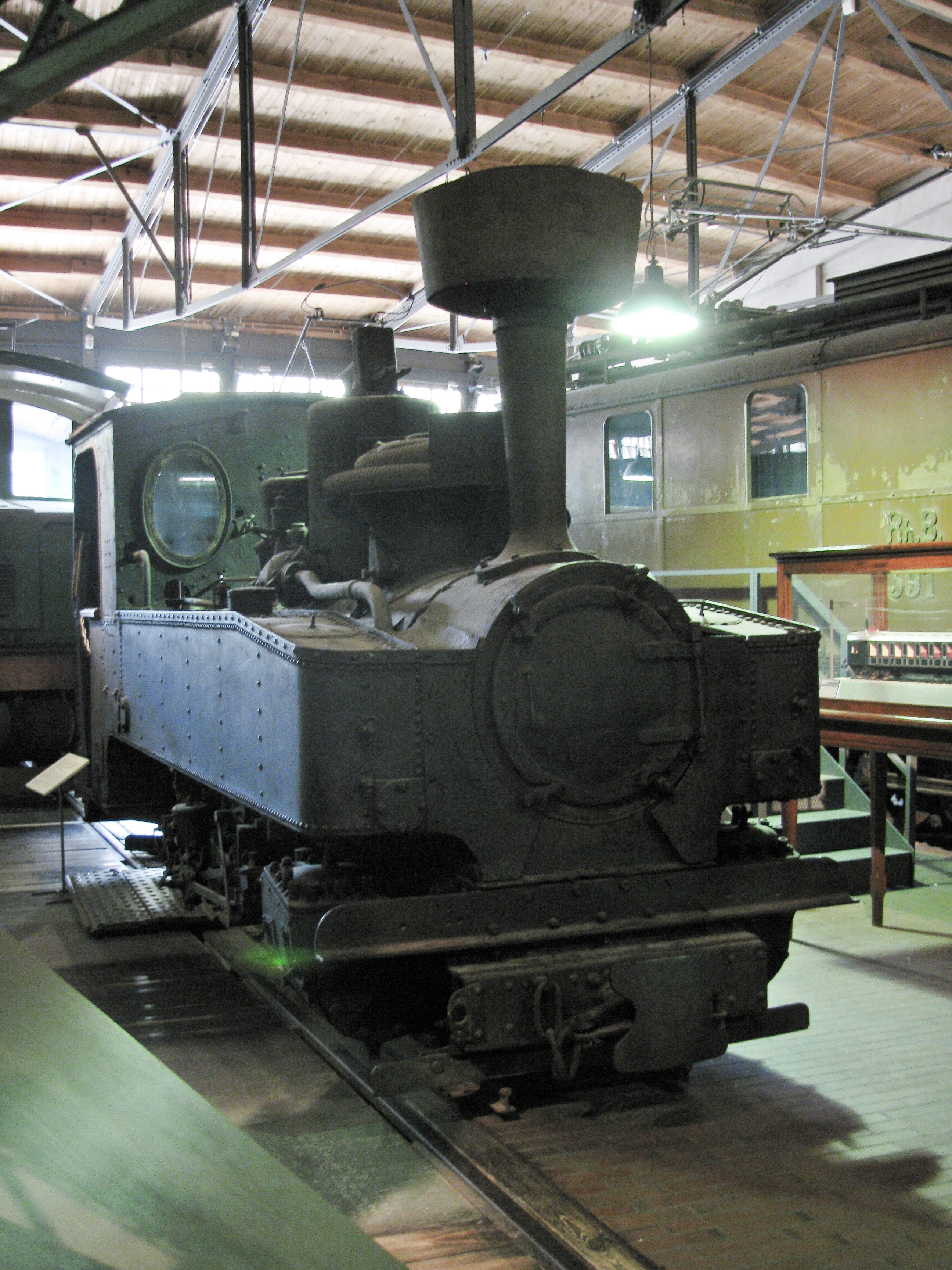
Smalspårigt brigadlok tillverkat av Maffei för användning på Heeresfeldbahn under första världskriget.

Erfarenheter från det österrikisk-preussiska kriget ledde till planer på en permanent militär organisation för fältjärnvägar som även under fredstid skulle upprätthålla en kader av personal utbildad i järnvägsteknik. Eftersom detta inte kunde uppnås vid utbrottet av det fransk-preussiska kriget 1870, mobiliserades fältjärnvägsenheter igen: fem preussiska enheter och en bayersk enhet. De var dock betydligt bättre utrustade än 1866: var och en hade 20 civilingenjörer, 4 officerare och omkring 200 förmän och soldater. För större byggnadsuppgifter anlitades dessutom ytterligare civil arbetskraft. Järnvägsdriften i de ockuperade områdena övertogs återigen av driftskommissioner. Järnvägsenheterna utplacerades ofta under det fransk-preussiska kriget, för till exempel att reparera broar som hade förstörts och vid byggandet av järnvägen för att kringgå fästningen vid Metz.
I Preussen bildades den 1 oktober 1871 en järnvägsbataljon, som kom att utgöra grunden för det efterföljande järnvägsregementet. Den 1 april 1890 upprättade järnvägsbrigaden, som hade 3 regementen med vardera två bataljoner om fyra kompanier.  II. Eisenbahnregiment  kopplades till den Königlich Preussische Militäreisenbahn i Berlin. Denna järnväg, som ingick i arméns budget, sköttes av Königliche Direction der Militäreisenbahn och fungerade som ett övningsobjekt för järnvägstrupperna.
Från den 1 oktober 1899 blev järnvägstrupperna en del av Transportkåren ( Verkehrstruppen ) och ställdes därmed under transportinspektören. Dess män utbildades i järnvägsbyggande och järnvägsdrift och var avsedda att ersätta de gamla fältjärnvägsförbanden med järnvägskompanier och driftkommissionerna med järnvägsdriftskompanier och militära järnvägsdivisioner. I krig förstärktes järnvägstrupperna av reserver och Landwehr-soldater.

Utöver dessa anläggningar för byggande och drift av normalspårig järnväg skötte järnvägstrupperna materiel för att kunna bygga och driva smalspåriga fältjärnvägar. Dessa användes i stor skala under första världskriget bakom frontlinjen för transport av trupper och förnödenheter. Fältjärnvägarna var underordnade Chef des Feldeisenbahnwesens eller FECH. Järnvägstrupper sattes också in för att skydda Deutsche Reichsbahn under andra världskriget.

#### Nazityskland
Under den kraftiga expansionen av Wehrmacht efter Hitlers maktövertagande så kom även järnvägstrupperna att återuppsättas. Som en förberedelse för den kommande invasionen av Sovjetunionen bildades tre Feldeisenbahndirektionen under våren 1941 som skulle sätta de erövrade järnvägarna i drift för att kunna föra fram förnödenheter till de stridande förbanden. Dessa skulle även påbörja arbetet med att konvertera de bredspåriga järnvägslinjerna till normalspårvidd.

#### Väst- och Östtyskland
Kort efter grundandet etablerade Bundeswehr ett järnvägsingenjörsutbildningskompani som 1961 döptes om till (Sp)PiLVsuKp 872 och Spezialpionierlehr- und Versuchsbataillon 870. Förbandet lades ner 1974 och dess uppgifter övertogs av andra ingenjörsenheter.
I NVA fanns det fortsatt järnvägsingenjörsenheter. Som ett resultat slutade historien om järnvägstrupper i Tyskland med upplösningen av NVA 1990.

### Spanien
Den spanska armén upprätthöll en järnvägsteknisk enhet fram till 2008, detta var järnvägsregementet nr 13 ( Regimiento de Ferrocarriles Nº 13 ). Dess ursprung är de järnvägskompanier som skapades 1872, i vart och ett av de två då existerande ingenjörsregementena. 1884 skapades en järnvägsbataljon. Ett järnvägsregemente skapades 1912, vilket utökades till två regementen 1936. Under det spanska inbördeskriget skapades två järnvägsgrupper, dessa var Railway Mobilization and Practice Battalions Group och Railway Sappers Battalions Group. 1963 omvandlades dessa till regementen. 1994 slogs de två regementen samman i det enda järnvägsregementet nr 13, som upplöstes 2008. 

### Schweiz
Fram till 2003 hade den schweiziska armén en tjänstegren för militär järnvägsverksamhet och fortsatte under några år därefter att ha de så kallade Eisenbahnsappeurkompanien ("järnvägsingenjörskompanier").   Den drev den tio våningar höga underjordiska kommandobunkern K85 i Zürich, som var tillgänglig via Hirschengraben-tunneln och den är fortfarande inte öppen för allmänheten. 

## Järnvägstrupper idag
- Ryssland har fortfarande järnvägstrupper. Till exempel skickade de till Abchazien i maj 2008 för att återuppbygga och reparera förstörda och skadade järnvägslinjer. [6]
- Italien: den italienska arméns Ferrovieri ingenjörregemente är det enda i sitt slag i Nato.
- Brasilien har fortfarande två järnvägsbataljoner, som är en del av den brasilianska arméns ingenjörsgren.